# Iglesia de San Nicolás de Bari (Sinovas)
La iglesia de San Nicolás de Bari está situada en el barrio de Sinovas de Aranda de Duero (Burgos). Posee la declaración de Bien de Interés Cultural en la categoría de Monumento Nacional desde el 9 de julio de 1964.

## Estilo
La Iglesia de San Nicolás de Bari se caracteriza por una mezcla de diferentes estilos que responden a las distintas etapas de su construcción. Destaca la presencia de elementos de estilo románico, mudéjar y renacentista.

## Bases constructivas

### SigloXIII– Iglesia primitiva
Durante la segunda mitad del siglo XIII se construye una iglesia románica primitiva de muros bajos y una sola nave cuya portada se ubica en el lado sur. Esta iglesia contaba con una espadaña, situada en el muro este y, se cree, una cabecera semicircular.

### SigloXIV-XV– Construcción de la torre y ampliación de los muros
Se construye una torre a los pies de la iglesia. El nuevo campanario reemplaza a la espadaña de la iglesia primitiva, que queda integrada en uno de los muros de la torre. El gran grosor de los muros y la presencia de saeteras nos indican que tuvo una clara función defensiva. El interior de la torre contaba con un armazón de madera y unas escaleras por las que se accedía al campanario. El acceso desde el exterior a la torre se realizaba a través de una puerta ubicada en la cara norte.
En la misma época, sobre los muros iniciales, se produce una ampliación, con la que se eleva el tejado y se construye el artesonado, que fecha de inicios del siglo XV.
A su vez se levanta el espacio dedicado al coro, en la parte este de la iglesia, que queda conectado con la torre a través de una puerta.

### SigloXVI– Ampliación de la cabecera y construcción del pórtico
Hacía el año 1525 se reemplaza la escalera original de acceso al coro, de madera, por la actual, realizada en yeso.

Unos años más tarde, a mediados del siglo XVI, se produce la otra gran ampliación de la iglesia. El Obispo Acosta, de la diócesis de Osma, a la que pertenecía esta iglesia en ese momento, manda construir una nueva cabecera, que sustituye a la anterior. El nuevo ábside, de forma rectangular, se caracteriza por una nervadura gótica y unos capiteles de estilo renacentista, lo cual nos indica que nos situábamos en un periodo de transición estilística entre el gótico y el renacimiento. En el centro de la cúpula podemos ver el escudo del Obispo Acosta.

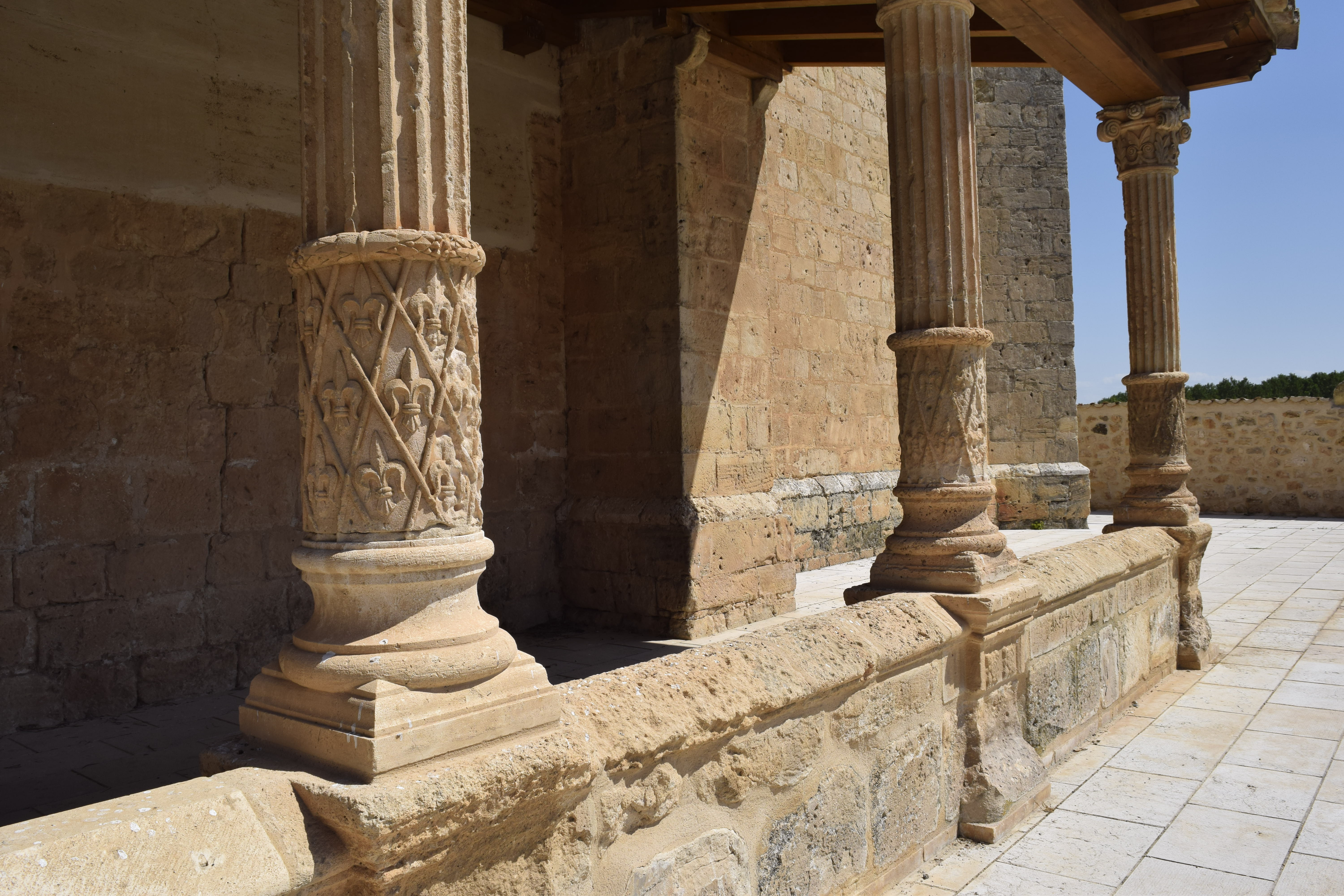
Columnata renacentista del pórtico

El tamaño de la nueva cabecera, similar al de la torre, indica la intención de ampliar la iglesia. Finalmente, no se llevó a cabo dicha ampliación, se sospecha que debido a una falta de fondos.
Unas décadas después, a finales del siglo XVI, se construye el pórtico de entrada. Se compone de unos muros bajos, una columnata y una techumbre de madera. Las 8 columnas, situadas sobre los muros, son de estilo claramente renacentista. Se componen de una basa clásica, un fuste de tipo abalaustrado, decorado con flor de lis en el tercio inferior y estriado en los dos tercios superiores; y un capitel compuesto decorado con motivos vegetales. La flor de lis era utilizada como escudo por Reina, párroco de la Iglesia de Santa María en aquel momento, que fue quien pagó la construcción del pórtico.

### SigloXX– Pérdidas de patrimonio

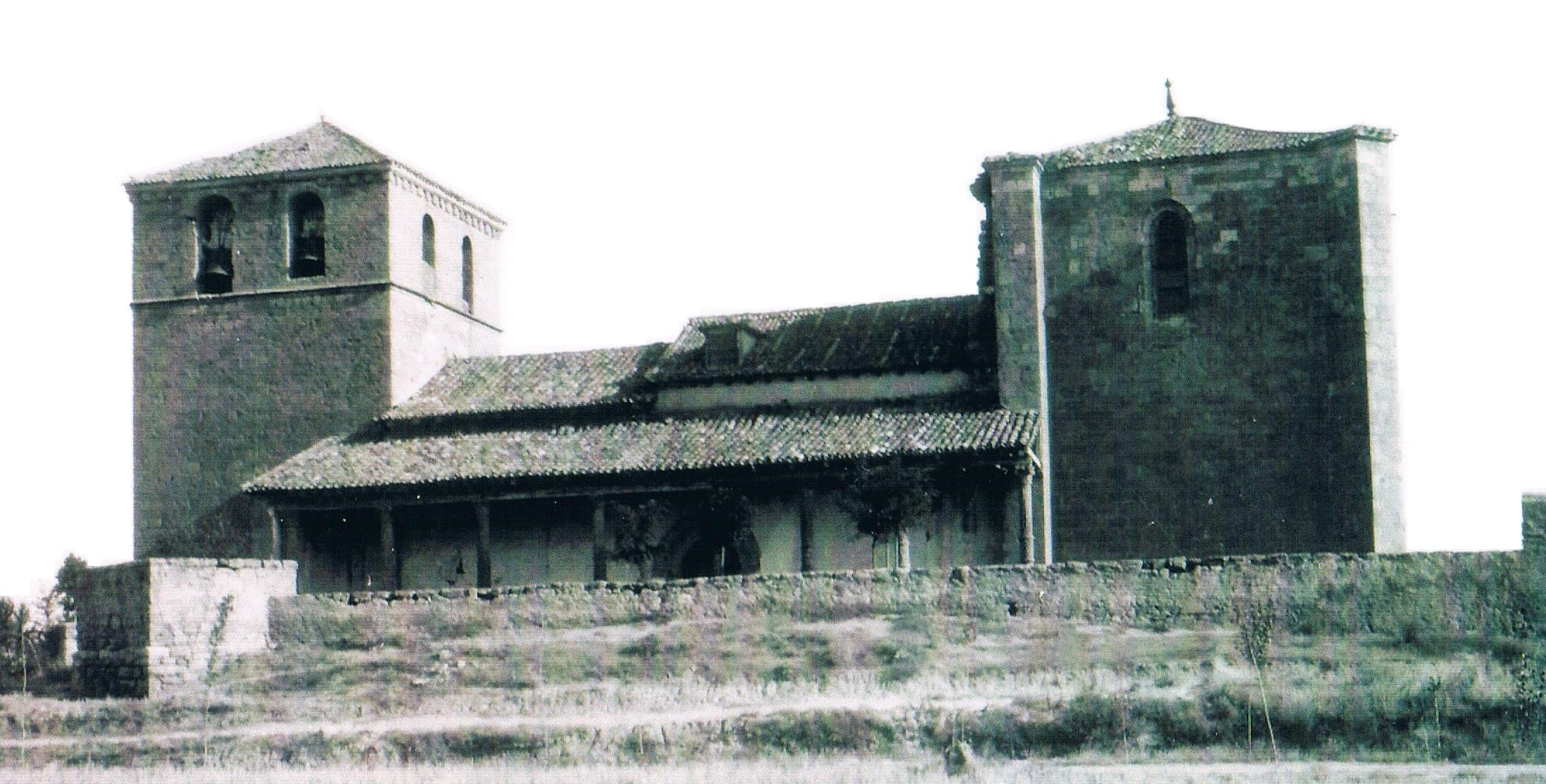
Fotografía antigua de la iglesia de San Nicolás de Bari.

A inicios del siglo XX se producen varias pérdidas importantes en la iglesia.

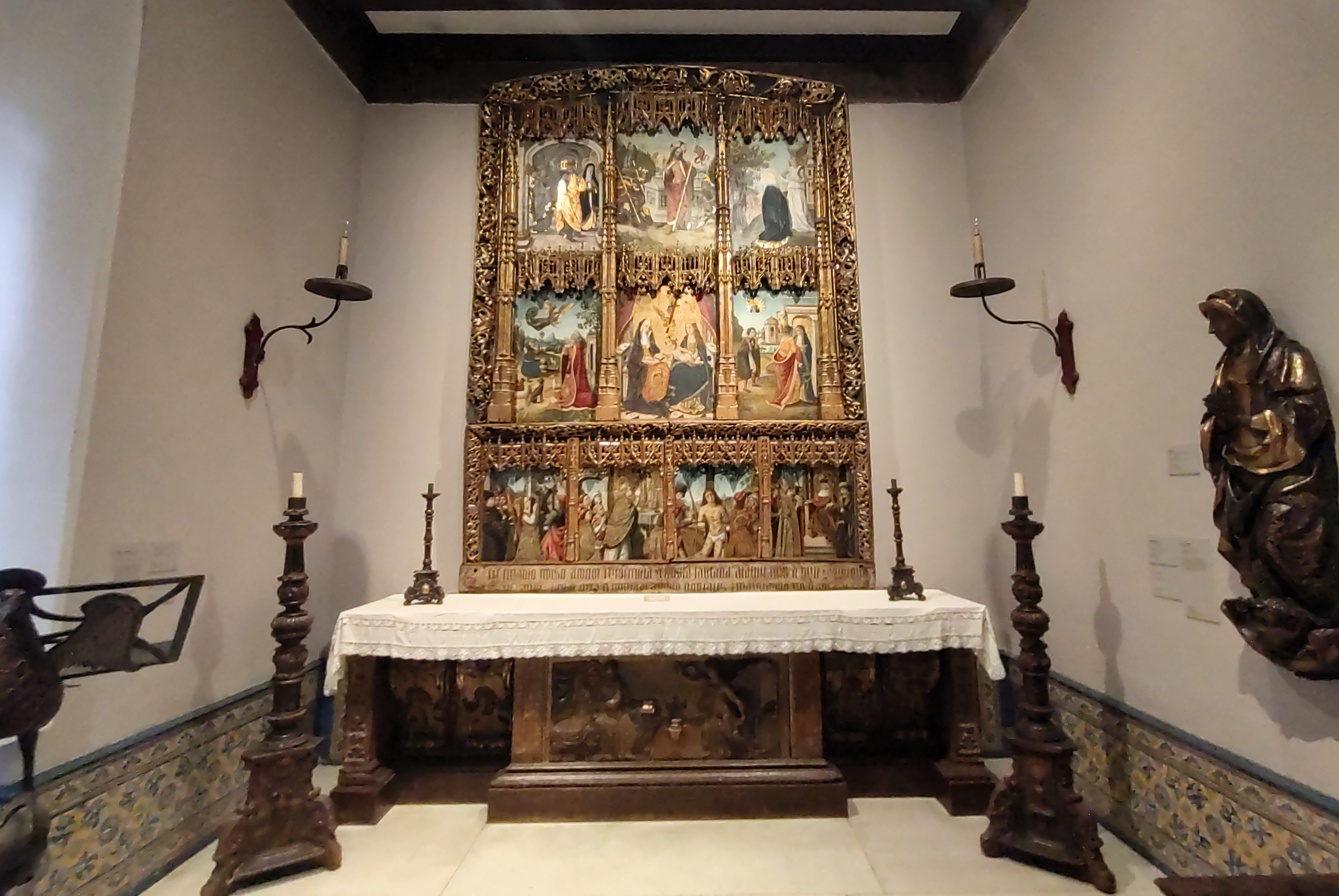
Retablo de Santa Ana custodiado en el Museo de Arte Español Enrique Larreta

Por un lado, se produce un derrumbamiento del tejado que provoca la pérdida de dos tercios del artesonado. La creencia popular es que se produjo el derrumbe una noche de Todos los Santos, cuando era costumbre repicar las campanas durante toda la noche. Años más tarde se perdió también la techumbre del pórtico, la cual se cree que estaba policromada.
En cuanto a patrimonio material perdido durante el siglo XX destacan las puertas de entrada, en madera tallada y el retablo de Santa Ana.
Este último fue vendido en el año 1913 y su ubicación actual es el Museo de Arte Español Enrique Larreta en Buenos Aires, Argentina. Las puertas del retablo salieron de la iglesia en un año desconocido y reaparecieron en el año 2006 cuando la casa de subastas británica Sotheby's las sacó a subasta por 150.000 libras, sin éxito. Posteriormente reaparecieron en una subasta de Abalarte Subastas en Madrid en diciembre de 2020 con una puja inicial de 90.000 euros, de nuevo sin comprador. La Junta de Castilla y León descartó su compra debido a su elevado precio. Un año después, en diciembre de 2021, la misma empresa las sacó de nuevo a subasta con una puja inicial de 75.000 euros. En esta ocasión fueron vendidas a un comprador anónimo por 110.000 euros tras varias pujas.

### SigloXXI– Restauración

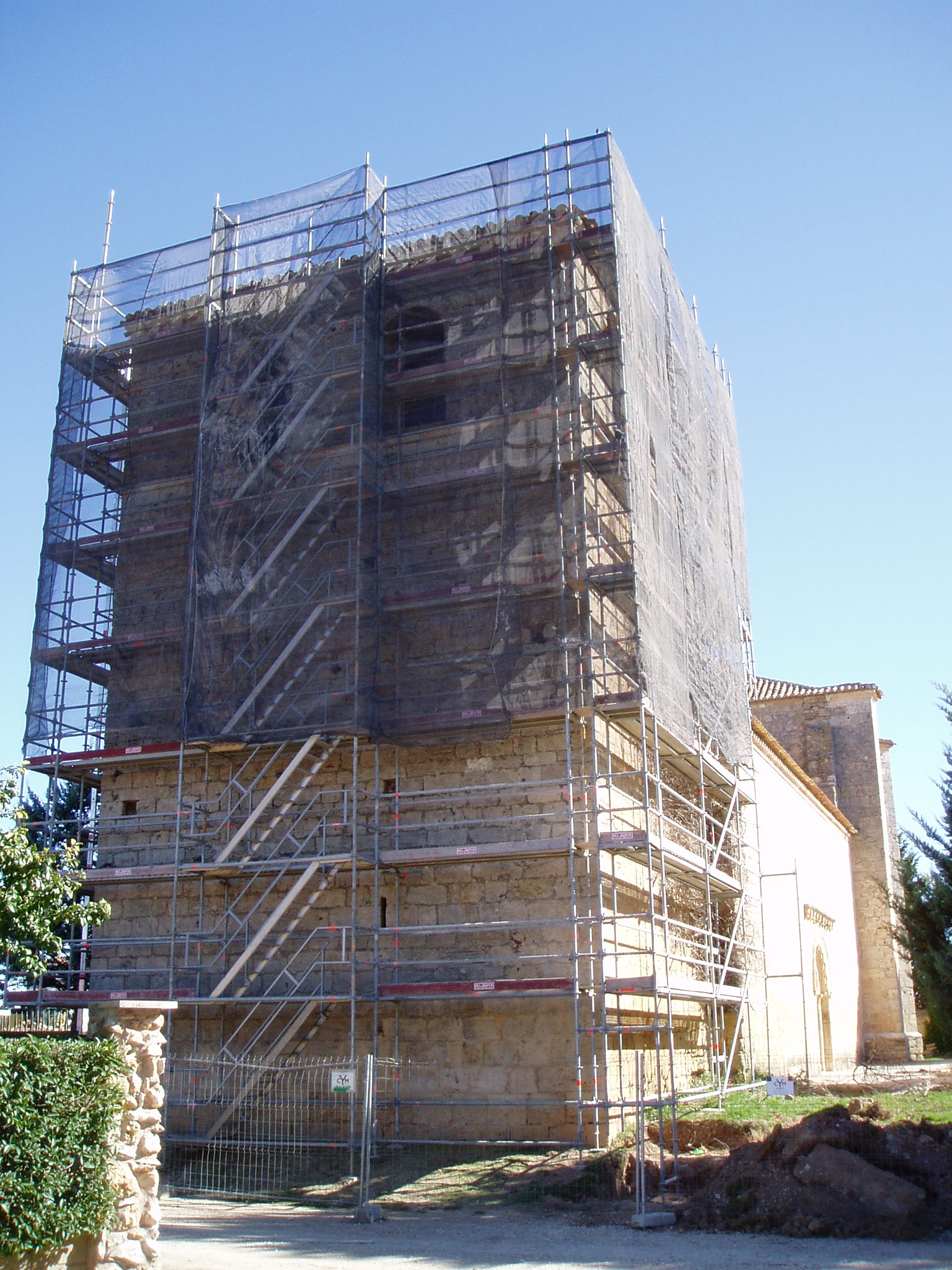
Una de las torres durante la restauración en octubre de 2009.

Entre los años 2009 y 2010 se llevó a cabo una restauración de la iglesia, destinada a corregir problemas estructurales y arquitectónicos. El presupuesto de la obra fue de unos 919.880 euros, cofinanciado en el 70% por el Fondo Europeo de Desarrollo Regional (FEDER).
Entre otras cosas, se sustituyó el armazón de la torre, de madera, por uno nuevo, se arregló el tejado, se restauraron las columnas del pórtico y se instaló una nueva techumbre, se colocó una madera que imita al artesonado original en las zonas donde se desprendió, se restauraron los muros de tapial de la parte superior, que presentaban problemas derivados de una mala restauración acontecida en la década de 1970, y se reformó el entorno de la iglesia.

## Elementos destacados
Destacan su portada románica del siglo XIII, el retablo mayor dedicado a San Nicolás de Bari, obra del siglo XVI de Francisco de Logroño; la escalera al coro y el púlpito, de yesería mudéjar, obra de Juan y Sebastián de la Torre, y el artesonado, en madera policromada de estilo gótico-mudéjar. También cabe mencionar el retablo original de la iglesia de San Nicolás de Bari, dedicado a Santa Ana, que se encuentra actualmente en Buenos Aires.
Entre los años 2019 y 2020 se ha realizado una restauración de estos elementos destacados del interior de la iglesia, que ha sido promovida por la Dirección General de Patrimonio de la Junta de Castilla y León y cofinanciada por el Fondo Europeo de Desarrollo Regional (FEDER).

### Portada

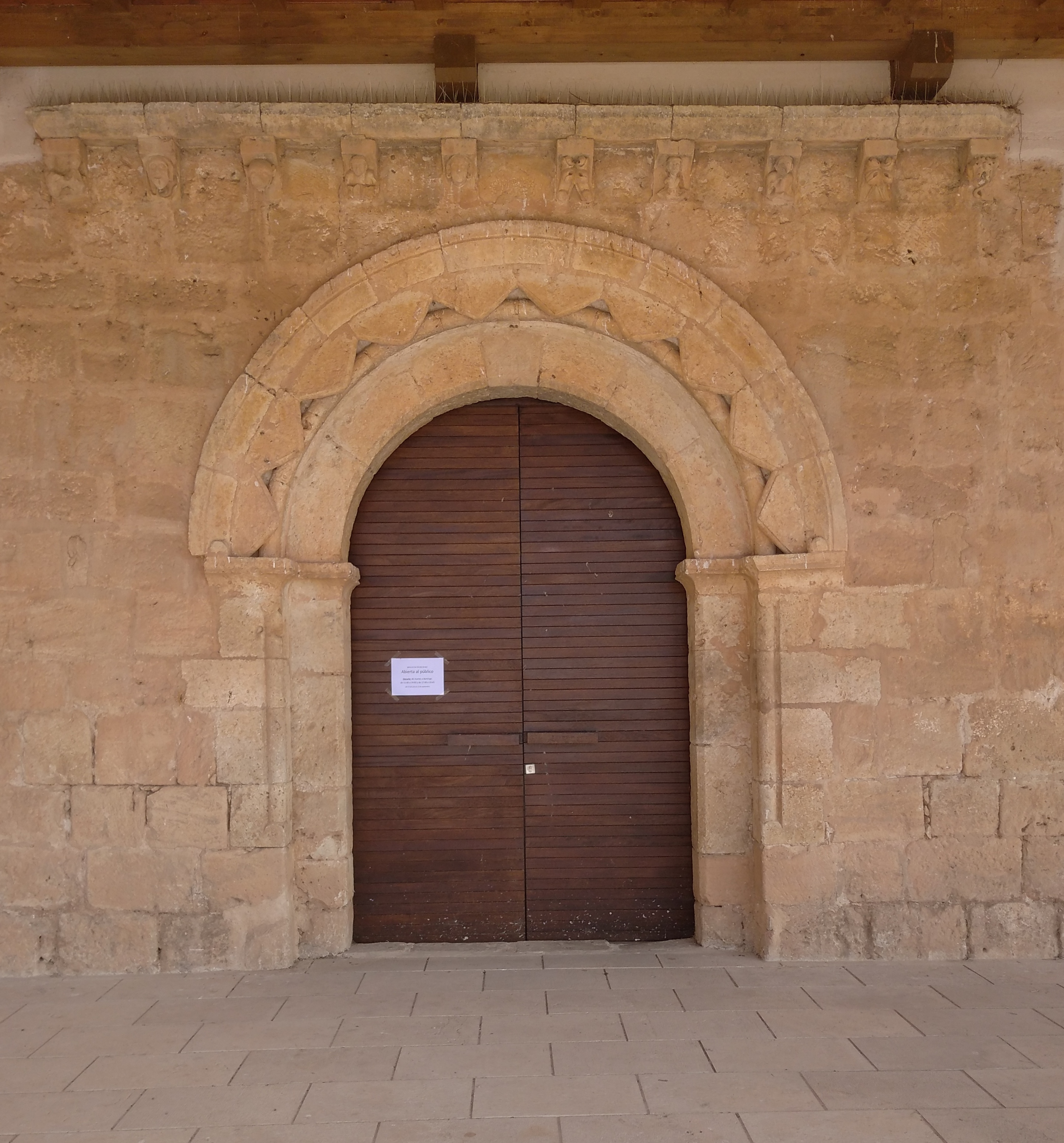
Portada románica del.

La portada de la iglesia es de estilo románico tardío y está fechada en la segunda mitad del siglo XIII. Al contrario que otras iglesias, solo existe una portada en este templo, en su lado sur. En la portada hay un arco de medio punto de doble arquivolta. La arquivolta interior es lisa y descansa únicamente sobre las dos jambas (no hay dintel), mediando únicamente una sencilla moldura que marca la línea de imposta. La otra arquivolta está formada por una baqueta sobre la que se apoya un festón de dientes de sierra que parece cisterciense, enmarcado todo esto por una chambrana lisa.
El arco está coronado por diez canecillos decorados con distintos motivos, principalmente de representaciones humanas (cabezas masculinas y personajes de medio cuerpo) y vegetales. Son los motivos vegetales los que nos permiten fechar esta portada en un periodo de transición entre el románico y el gótico.
De izquierda a derecha podemos ver: (1) una figura deteriorada que podría representar a una pareja, (2) una cabeza masculina, (3) una cabeza zoomorfa, (4) un monje sosteniendo un libro, (5) una cabeza masculina, (6) un motivo vegetal típicamente románico, (7) un personaje de medio cuerpo, (8) un personaje de medio cuerpo, (9) un motivo vegetal típicamente románico y (10) un motivo vegetal de tendencia gótica.

### Artesonado de la nave y alfarje del coro

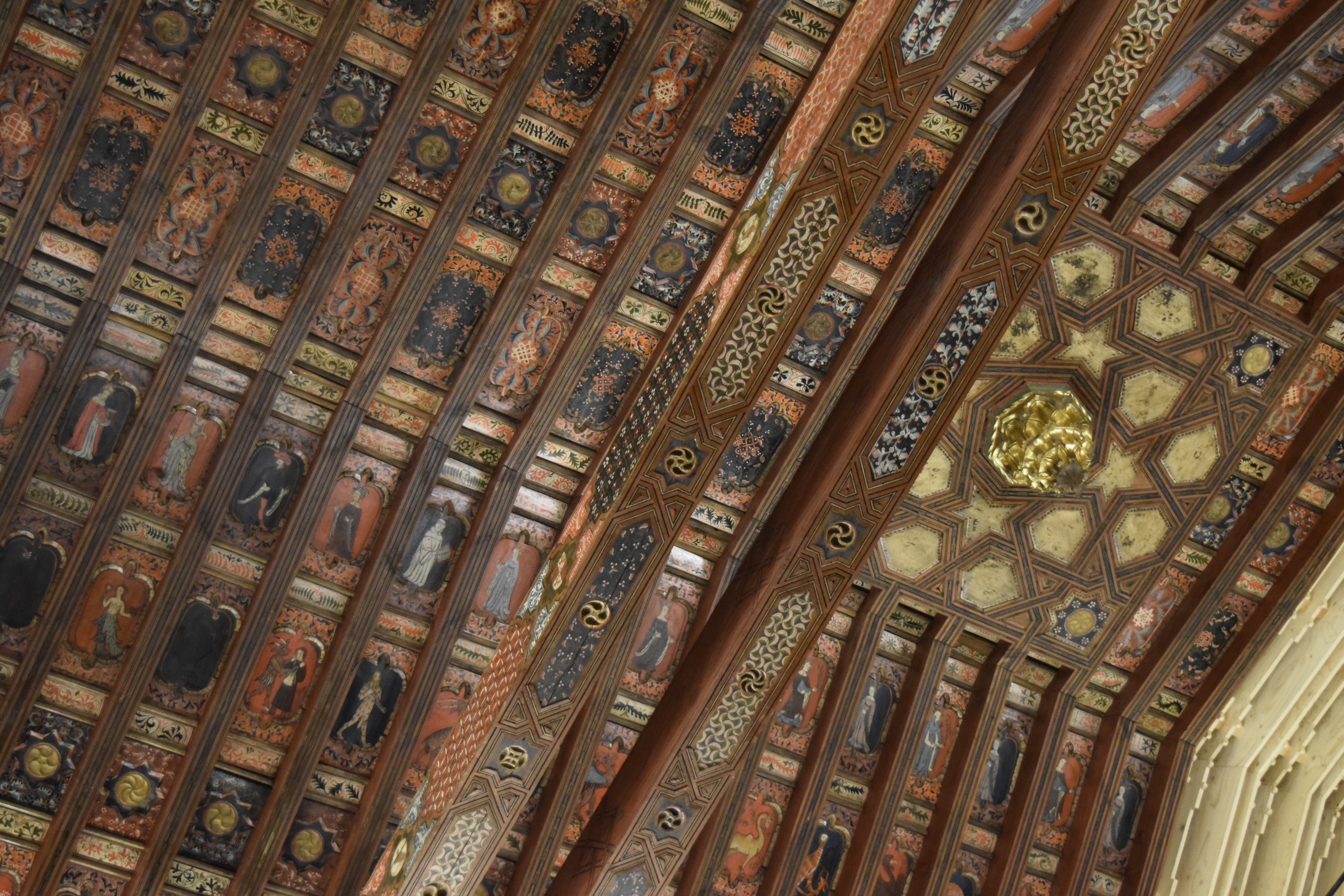
Artesonado

Tanto el artesonado de la nave como el alfarje del coro son de estilo gótico-mudéjar y están realizados en madera de pino policromada. Datan de principios del siglo XV. Actualmente, debido al derrumbe producido a principios del siglo XX, sólo se conserva una tercera parte de los casi veinte metros originales de artesonado.

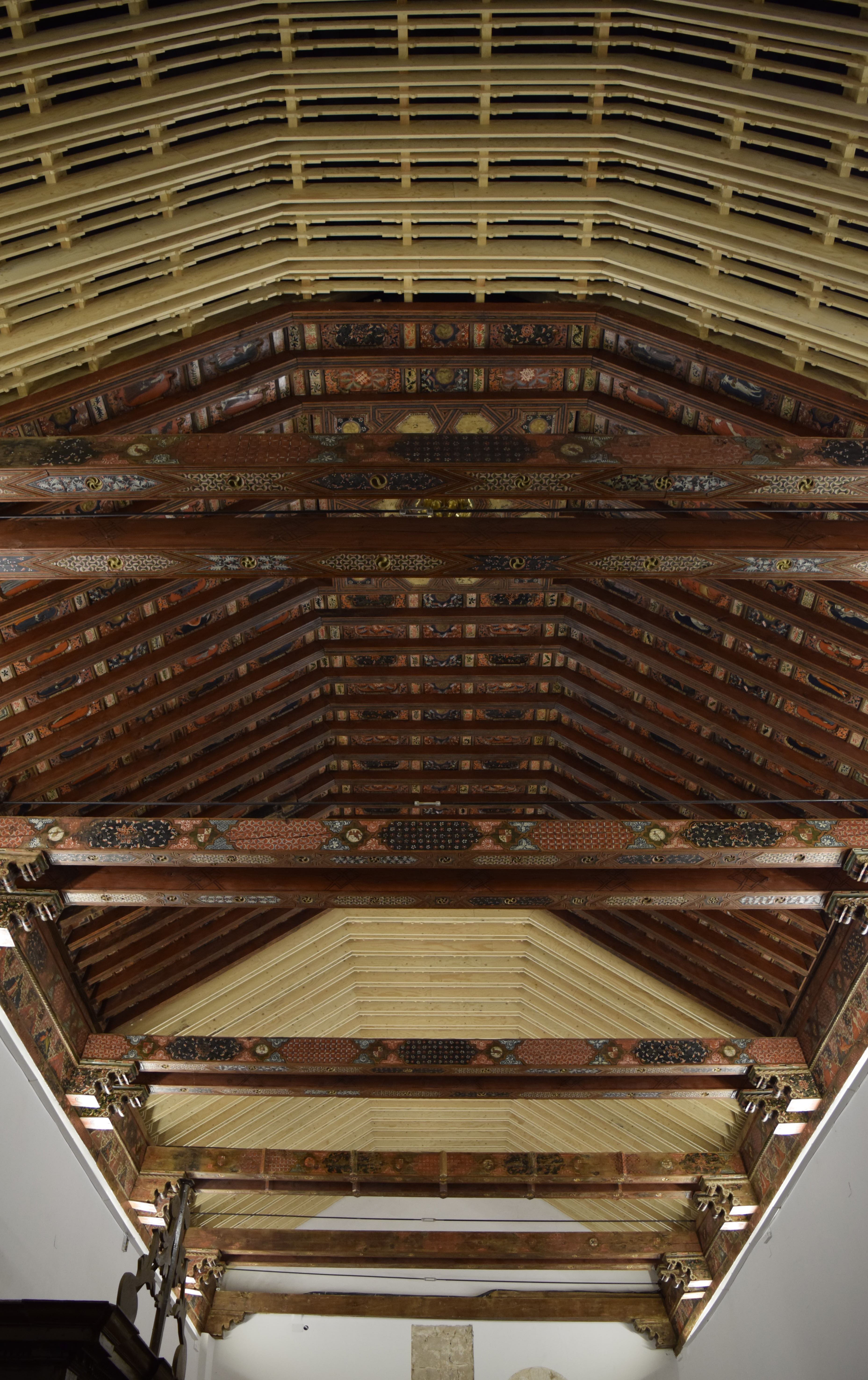
Vista completa del artesonado

Su datación se hace por la analogía que este presenta con los artesonados de la zona (el alfarje del claustro de Santo Domingo de Silos, los restos de uno en Santa María La Real de Valdeña y los del coro de San Millán de los Balbases) pudiéndose fechar en el 1º tercio del siglo XV. María Concejo data el artesonado durante el pontificado de Benedicto XIII, bajo el mandato del obispo de Osma Pedro Fernández de Frías (1379-1410), y J.J. Calzada lo sitúa en la 3ª década del siglo XV, en base a un detallado estudio de la indumentaria medieval española realizado por Carmen Bernís Madrazo detallando que este debió ser realizado por un mudéjar o una persona rodeada de discípulos musulmanes, fuese monje o no, o que su programa fuese dirigido por un monasterio de la zona, jerónimo o no. Lo que parece seguro es que la obra fue realizada por varias manos y que duró varios años, como atestiguan sus distintas líneas estilísticas.
Estructuralmente, se trata de una techumbre simple, con una estructura de armadura de par y nudillo a dos aguas con dobles tirantes, que descansa sobre unas vigas que rematan los muros laterales. Presenta cinco pares de tirantes en la zona centran y dos impares a los laterales, en la zona del coro y la cabecera. El apoyo de los tirantes sobre los muros queda reforzado por unos canes con representaciones de la luna y el sol. Encima de los tirantes se apoya una viga sobre la que descansan las vigas que cierran la techumbre, que se cierran en la parte superior con otra viga. En el centro del artesonado se encuentra un almizate cuadrado, que termina en un octógono del que prende un gran mocárabe en el centro.
El alfarje del coro se conforma de 16 de vigas (jacetas) que reposan sobre un viga maestra en la zona central. Los extremos delanteros (canes) están decorados con cabezas antropomorfas.
Centrándonos en la iconografía podemos observar la idea general de la lucha del bien contra el mal. Aparecen representados los estamentos de la nobleza y el clero, escenas, animales reales o mitológicos, motivos vegetales y geométricos y los escudos de Castilla y León.

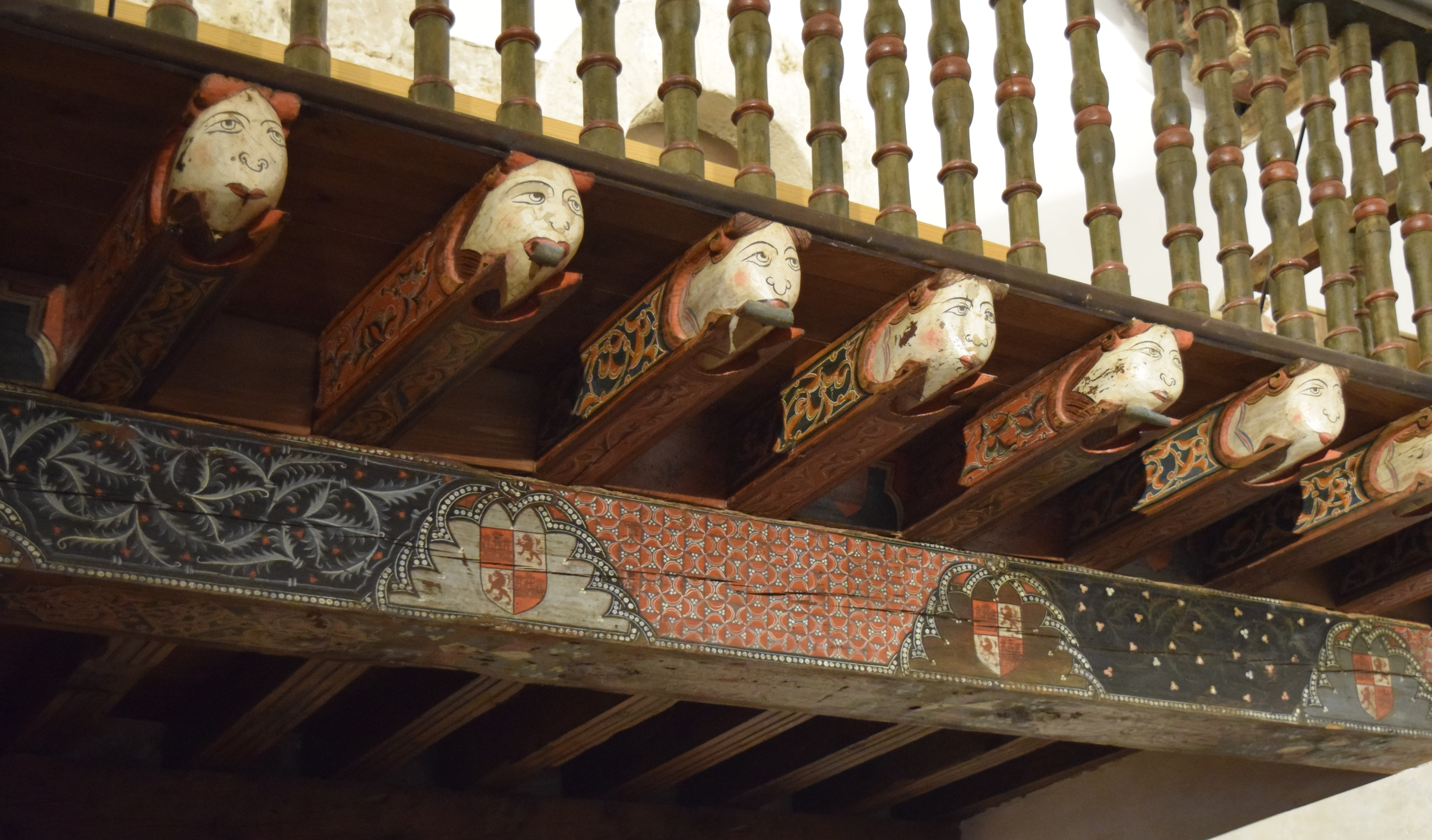
Alfarje del coro

En cuanto a su iconografía trata todo tipo de temas, tanto religiosos como profanos, que denotan una gran imaginación. Aparecen cenefas y motivos vegetales, geométricos y tracerías, ajedrezados ornamentales, tallas decoradas con chelas rebajadas enmarcadas por estrellas de ocho puntas, soles y lunas, escudos de Castilla y León y multitud de orlas polilobuladas y laceadas con: rostros de hombres y mujeres; personajes eclesiásticos (papas, obispos, jerónimos, dominicos…), laicos (damas, nobles y caballeros) y religiosos (santos y santas, Cristo, apostolado); escenas bíblicas y hagiográficas (Adán y Eva, San Miguel, Anunciación, Santiago Matamoros,…); animales y aves, tanto reales (elefantes, camellos, leones, gallos, cigüeñas, gacelas,….), cómo fantásticos o mitológicos (centauros), relativos al bestiario (grifos, arpías, monstruo siamés…); escenas cinegéticas y guerreras; damas y caballeros en diferentes posturas, gestos y actitudes (alusiones a la literatura sobre el amor cortés, a los pecados capitales…); escenas populares, temas de costumbres, etc.

### Escalera al coro y púlpito

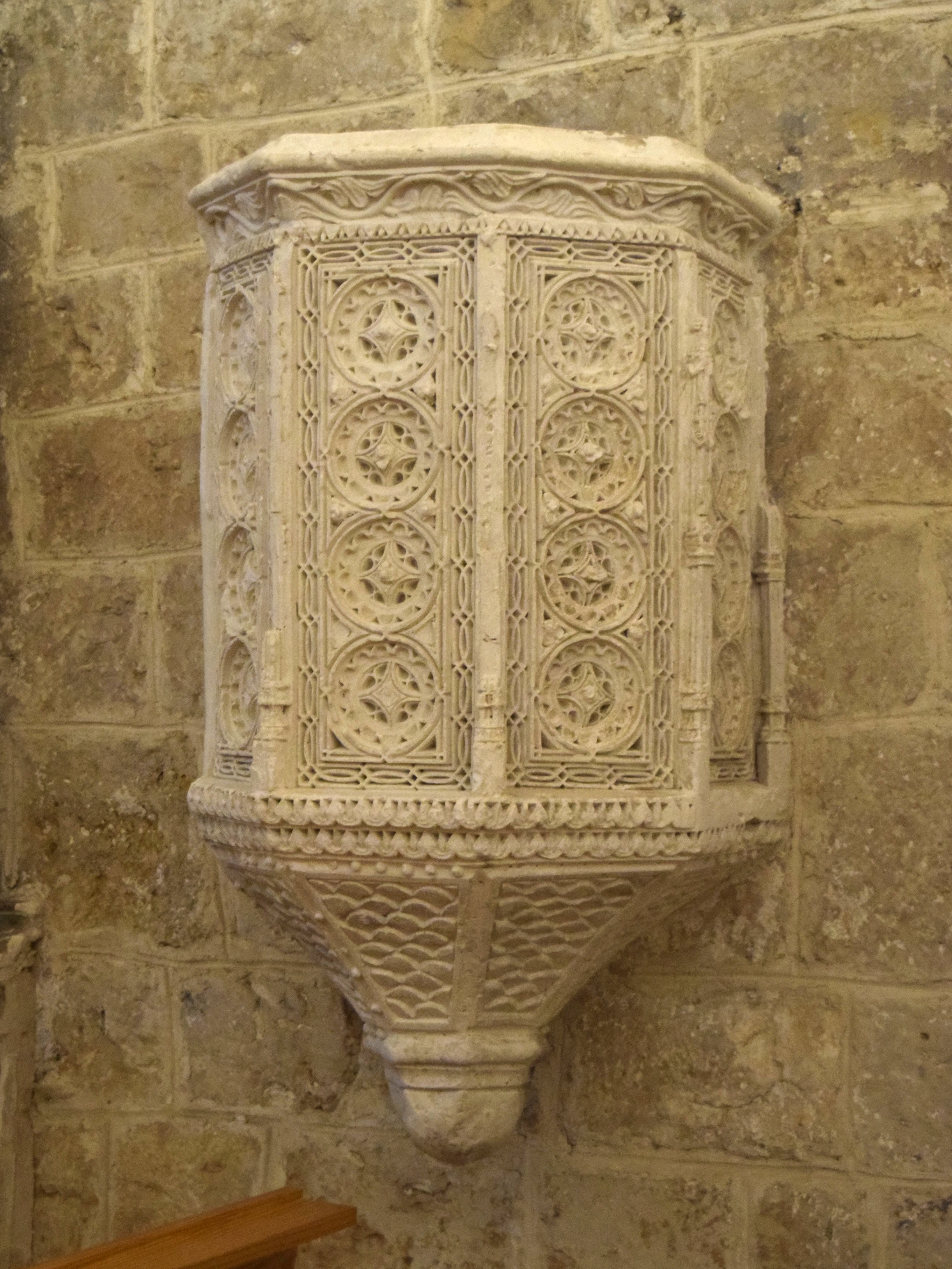
Púlpito mudéjar de 1525

Hacía el año 1525, se encarga a los hermanos Juan y Sebastián de la Torre la construcción de una nueva escalera de acceso al coro y un púlpito. Ambas piezas, de estilo mudéjar, están realizadas en yeso, mediante la técnica del tallado y a partir de moldes. Presentan una decoración a base de motivos geométricos y vegetales.
La escalera, situada junto al muro norte, a los pies de la iglesia, sustituye a la anterior, realizada en madera. La barandilla, realizada con moldes de yesería y talla, presenta un error constructivo, ya que a medida que asciende la escalera la barandilla va quedando más baja. Unos años más tarde, les encargan la escalera al coro de la iglesia de Santa María de Aranda, de aspecto muy similar a la de Sinovas, pero con dicho error corregido.
El púlpito está situado en el muro sur de la iglesia, junto a la puerta de entrada.

### Retablo mayor
El retablo mayor, de estilo renacentista romanista, es obra de Francisco de Logroño, un discípulo de Juan de Juni. Fue realizada hacia el año 1570, en madera de pino tallada y policromada.
El retablo cuenta con tres calles, tres cuerpos y un ático. Las calles laterales son simétricas y se concentran sobre la calle central en un tarbernáculo (primer cuerpo), una talla titular de San Nicolás (segundo), una talla de la Virgen con el niño (tercero) y una escena del Calvario (ático). A los laterales podemos ver un releve de la Adoración de los Pastores (calle izquierda del primer cuerpo), un relieve de la Anunciación (calle derecha del primer cuerpo), una escena con un milagro de San Nicolás (calle izquierda del segundo cuerpo), una escena del nombramiento de San Nicolás como obispo de Mira (calle derecha del segundo cuerpo), una escena de la Asunción de la Virgen (calle izquierda del tercer cuerpo) y una escena de la Coronación de la Virgen (calle derecha del tercer cuerpo). En el ático del retablo encontramos dos pequeños relieves de Evangelistas, con figuras de angelitos y un relieve del Padre Eterno con el mundo sobre la imagen del Calvario. A los laterales del retablo se sitúan dos columnas sobre las que se encuentran las figuras de dos profetas, uno de ellos identificado como Jeremías.

### Retablo de Santa Ana
En 1503 se creó, para el muro norte de la iglesia de Sinovas, un retablo de estilo gótico tardío dedicado a Santa Ana.
A principios del siglo XX, dicho retablo se vendió a un anticuario francés y más tarde llegó a manos del escritor y diplomático argentino Enrique Larreta, que posteriormente fundó, en Buenos Aires, el Museo Larreta donde se ubica el retablo en la actualidad.

## Apertura al público
En los últimos años la iglesia ha permanecido abierta al público durante los periodos de Semana Santa y verano con motivo del Programa de Apertura de Monumentos llevado a cabo por la Consejería de Cultura y Turismo de la Junta de Castilla y León, en colaboración con la diócesis de Burgos.